# Fröskinnbaggar
Fröskinnbaggar (Lygaeidae) är en familj i insektsordningen halvvingar. Familjen innehåller cirka 4 000 kända arter. I Europa finns runt 400 arter och i Sverige finns omkring 80 arter.
De flesta arter är små till medelstora halvvingar med diskreta färger. Men det finns även arter som har en mer lysande färgteckning, ofta i svart och rött. Födan är vanligen växtsaft. En del arter är specialiserade på en enda växtart, medan andra kan leva på flera olika växtarter. Några arter är kända som skadedjur i jordbruket, på grödor som hirs, majs, ris, sockerrör, havre och vete. Några arter är rovdjur som lever på andra mindre insekter och larver.
Fröskinnbaggar har liksom andra halvvingar ofullständig förvandling och genomgår utvecklingsstadierna ägg, nymf och imago. 